# O. Meredith Wilson
Owen Meredith Wilson (Colonia Juárez, Chihuaha, Mexikó, 1909. szeptember 21. – Eugene, Oregon, Amerikai Egyesült Államok, 1998. november 7.) amerikai történész, az Oregoni Egyetem és a Minnesotai Egyetem rektora.

## Élete
Guy C. Wilson és Melissa Stevens fiaként mormon kolóniába született. A mexikói forradalom elől menekülve egy Rio Grande melletti farmon telepedtek le.
A Utahi Egyetemre és a Brigham Young Egyetemre járt. Doktori fokozatát a UC Berkeley-n szerezte 1943-ban. A Chicagói Egyetem és a Utahi Egyetem oktatója, az amerikai telepesek és forradalmárok kutatója volt.

## Pályafutása
1954-ben az Oregoni Egyetem rektora lett, ahol megalapította a molekuláris biológiai intézetet és szigorította a követelményeket. 1960-ban a Minnesotai Egyetem rektora lett. Az ő nevéhez kötik a West Bank campus megnyitását, habár a tervek már rendelkezésre álltak. Az általa tervezett könyvtár az ő nevét viseli. 1967-ben a Stanford Egyetem viselkedéstudományi központjának igazgatója lett.
Az Amerikai Oktatási Tanács elnöki és a szövetségi bankrendszer San Franciscó-i telephelyének igazgatótanácsi vezetői pozícióját is betöltötte.

## Halála
1998-ban, hét héttel 89. születésnapja után hunyt el agydaganat miatt.

## Fordítás
- Ez a szócikk részben vagy egészben  az   O. Meredith Wilson című angol Wikipédia-szócikk ezen változatának fordításán alapul.  Az eredeti cikk szerkesztőit annak laptörténete sorolja fel. Ez a jelzés csupán a megfogalmazás eredetét és a szerzői jogokat jelzi, nem szolgál a cikkben szereplő információk forrásmegjelöléseként.